# 아포칼립스 (마블 코믹스)
아포칼립스(Apocalypse) 또는 엔 사바 누르(En Sabah Nur는 영어로 'The First One')는 최초의 뮤턴트이자 최강의 초능력자라는 'The First One'의 의미를 담고 있다.
아포칼립스는
엑스맨: 데이즈 오브 퓨처 패스트의 엔딩 쿠키 영상에서 연출됐듯이 어린시절 양손을 들어 혼자서 돌을 움직여 피라미드를 세울 당시에 이미 네명의 호스맨(Four Horsemen)의 호위를 받고 있었다는것에서
뮤턴트의 창조자 외계종족 셀레스티얼이전에 이집트 5000년전 이미 지구에서 탄생한 슈퍼빌런으로 평가할 수 있다.
한편 영화상의 엑스맨 시리즈에서는 아포칼립스가 피닉스포스(Pheonix Force)를 엑스맨의 진 그레이(Jean Grey)에게서 일깨우는 각성의 계기를 줌으로써 이후 진 그레이가 다크피닉스사가(Dark Phoenix Saga)를 흡수하는데있어서 결정적 역할을 하게 된다. 이로써 진 그레이는 디바리(D'Bari) 외계종족을 상대하고 나서 피닉스포스를 완성한다.

## 같이 보기
- 엑스맨: 아포칼립스
- 매그니토